# ヴィルヘルム・ゲーリケ

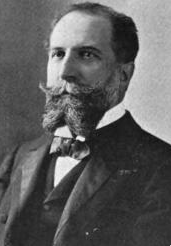

ヴィルヘルム・ゲーリケ（Wilhelm Gericke, 1845年5月18日 – 1925年10月27日）は、オーストリア出身の指揮者・楽長・作曲家。

## 略歴
シュタイアーマルクのシュヴァンベルクに生まれる。ウィーンに学んだ後、リンツやウィーンでオペラ指揮者として活躍。ワーグナーの楽劇《タンホイザー》のウィーン初演を指揮し、さらにイタリア・オペラやフランス・オペラをウィーンで上演するのに尽力した。
1880年よりウィーン楽友協会演奏会の監督に就任、1884年には同協会の名誉会員に迎えられた。その後はアメリカに渡り、1884年から1889年までと、1898年から1906年までの2度ボストン交響楽団に在任した。
1926年にベルリン市内のシュプレー川の架橋は、ヴィルヘルム・ゲーリケの遺功にちなんで「ゲーリケ橋」と名付けられた。

## 作品
- 5月のツリガネソウ （Maiglöckchen）
- 元気な小川よ、どうしてそんなにさざめくのか （Muntrer Bach, was rauscht du so?）
- 夢見る美女よ目覚めよ （Wach auf, du schöne Träumerin）